# Milaan-San Remo 2004
De 95e editie van de Italiaanse wielerklassieker Milaan-San Remo werd verreden op 20 maart 2004. De winnaar was Óscar Freire gevolgd door Erik Zabel en Stuart O'Grady. Zabel gooide echter zijn armen in de lucht met de gedachte dat hij de winnaar was. Hij was echter tweede geworden met een achterstand van slechts 3 cm. In totaal gingen 194 renners van start, van wie er 184 de eindstreep bereikten, met Graeme Brown (Ceramiche Panaria-Margres) als laatste met een achterstand van ruim 20 minuten.

## Uitslag
| Milaan–San Remo 2004 |                         |                      |          |
| Plaats               | Naam                    | Ploeg                | Tijd     |
| Winnaar              | Óscar Freire            | Rabobank             | 7u11'23" |
| 2                    | Erik Zabel              | T-Mobile Team        | z.t.     |
| 3                    | Stuart O'Grady          | Cofidis              | z.t.     |
| 4                    | Alessandro Petacchi     | Fassa Bortolo        | z.t.     |
| 5                    | Max van Heeswijk        | US Postal            | z.t.     |
| 6                    | Igor Astarloa           | Cofidis              | z.t.     |
| 7                    | Romāns Vainšteins       | Lampre               | z.t.     |
| 8                    | Paolo Bettini           | Quick Step-Davitamon | z.t.     |
| 9                    | Miguel Ángel Perdiguero | Saunier Duval-Prodir | z.t.     |
| 10                   | Peter Van Petegem       | Lotto-Domo           | z.t.     |
|                      |                         |                      |          |
| 11                   | Erik Dekker             | Rabobank             | z.t.     |

1907 · 1908 · 1909 · 1910 · 1911 · 1912 · 1913 · 1914 · 1915 · 1916 · 1917 · 1918 · 1919 · 1920 · 1921 · 1922 · 1923 · 1924 · 1925 · 1926 · 1927 · 1928 · 1929 · 1930 · 1931 · 1932 · 1933 · 1934 · 1935 · 1936 · 1937 · 1938 · 1939 · 1940 · 1941 · 1942 · 1943 · 1944 · 1945 · 1946 · 1947 · 1948 · 1949 · 1950 · 1951 · 1952 · 1953 · 1954 · 1955 · 1956 · 1957 · 1958 · 1959 · 1960 · 1961 · 1962 · 1963 · 1964 · 1965 · 1966 · 1967 · 1968 · 1969 · 1970 · 1971 · 1972 · 1973 · 1974 · 1975 · 1976 · 1977 · 1978 · 1979 · 1980 · 1981 · 1982 · 1983 · 1984 · 1985 · 1986 · 1987 · 1988 · 1989 · 1990 · 1991 · 1992 · 1993 · 1994 · 1995 · 1996 · 1997 · 1998 · 1999 · 2000 · 2001 · 2002 · 2003 · 2004 · 2005 · 2006 · 2007 · 2008 · 2009 · 2010 · 2011 · 2012 · 2013 · 2014 · 2015 · 2016 · 2017 · 2018 · 2019 · 2020 · 2021 · 2022 · 2023 · 2024 · 2025
Lijst van beklimmingen